# Fawkham Junction
Pour les articles homonymes, voir Junction (homonymie).
Le raccordement de Fawkham (en Anglais : « Fawkham Junction ») est une ligne de raccordement ferroviaire qui relie la ligne à grande vitesse britannique Channel Tunnel Rail Link (CTRL) au réseau classique (Chatham Main line). Il permet ainsi de faire la transition :
- entre l'électrification par troisième rail (750 V CC) et par caténaire (25 kV 50 Hz) utilisé sur CTRL ;
- entre la signalisation type TVM 430 et la signalisation classique du réseau ferré britannique.

À l'origine ce raccordement était une ligne ferroviaire allant jusqu'à Gravesend mais qui a été fermée le 3 août 1953.
En septembre 2003, une première partie de la ligne à grande vitesse CTRL a été ouverte au public. Cependant, afin de permettre aux rames Eurostar de rejoindre la gare de Waterloo, une partie de cette ligne abandonnée a alors été réaménagée en raccordement pour permettre l'emploi de la première partie de CTRL.
Depuis le 14 novembre 2007, et l'ouverture de la ligne CTRL2 entre la bifurcation de Southfleet et la gare internationale de Londres Saint-Pancras, les rames Eurostar n'ont plus vocation à emprunter ce raccordement pour atteindre Londres. Le raccordement de Fawkham a donc cessé d'être utilisé pour des services commerciaux, mais il a pendant un certain temps vu le passage hebdomadaire de Class 395 vides. La ligne est maintenant hors d'usage, et Fawkham Junction a assuré un rôle de stockage de rames TGV TMST radiées.
Cependant, après la présentation du projet "Kent Route Study" début 2017, ce raccordement à la ligne à grande vitesse High Speed 1 pourrait, de nouveau, être utilisé en tant que "Ebbsfleet Southern Link"